# Vänersborg (stad)
Vänersborg is de hoofdstad van de gemeente Vänersborg in het landschap Västergötland en de provincie Västra Götalands län in Zweden. De plaats heeft 21699 inwoners (2010) en een oppervlakte van 1157 hectare.
Vänersborg ligt aan de zuidpunt van het Vänersborgsviken (Baai van Vänersborg), dat een uitloper is van het Dalbosjön, een randmeer van het Vänermeer. Bij Vänersborg beginnen het Götakanaal en de Göta älv richting Göteborg aan het Kattegat.

## Verkeer en vervoer
Bij de plaats lopen de E45 en Riksväg 44.
De plaats heeft een station aan de spoorlijnen Uddevalla - Vänersborg - Herrljunga en Uddevalla - Borås.

## Geboren
- Andreas Johansson (5 juli 1978), voetballer
- Agnes Carlsson (6 maart 1988), zangeres

## Trivia
- De televisieserie Lyckoviken is opgenomen in Vänersborg.[2]

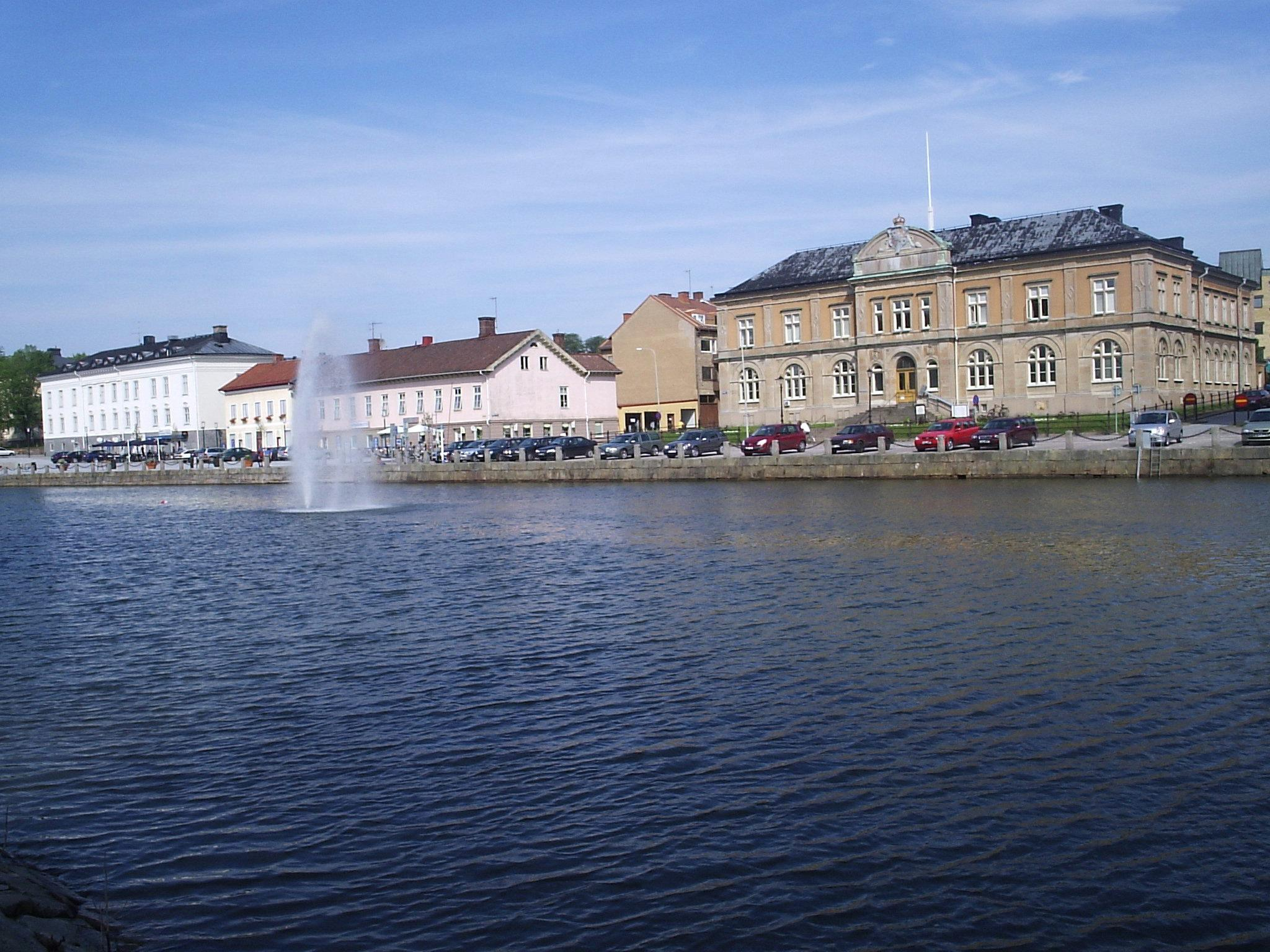
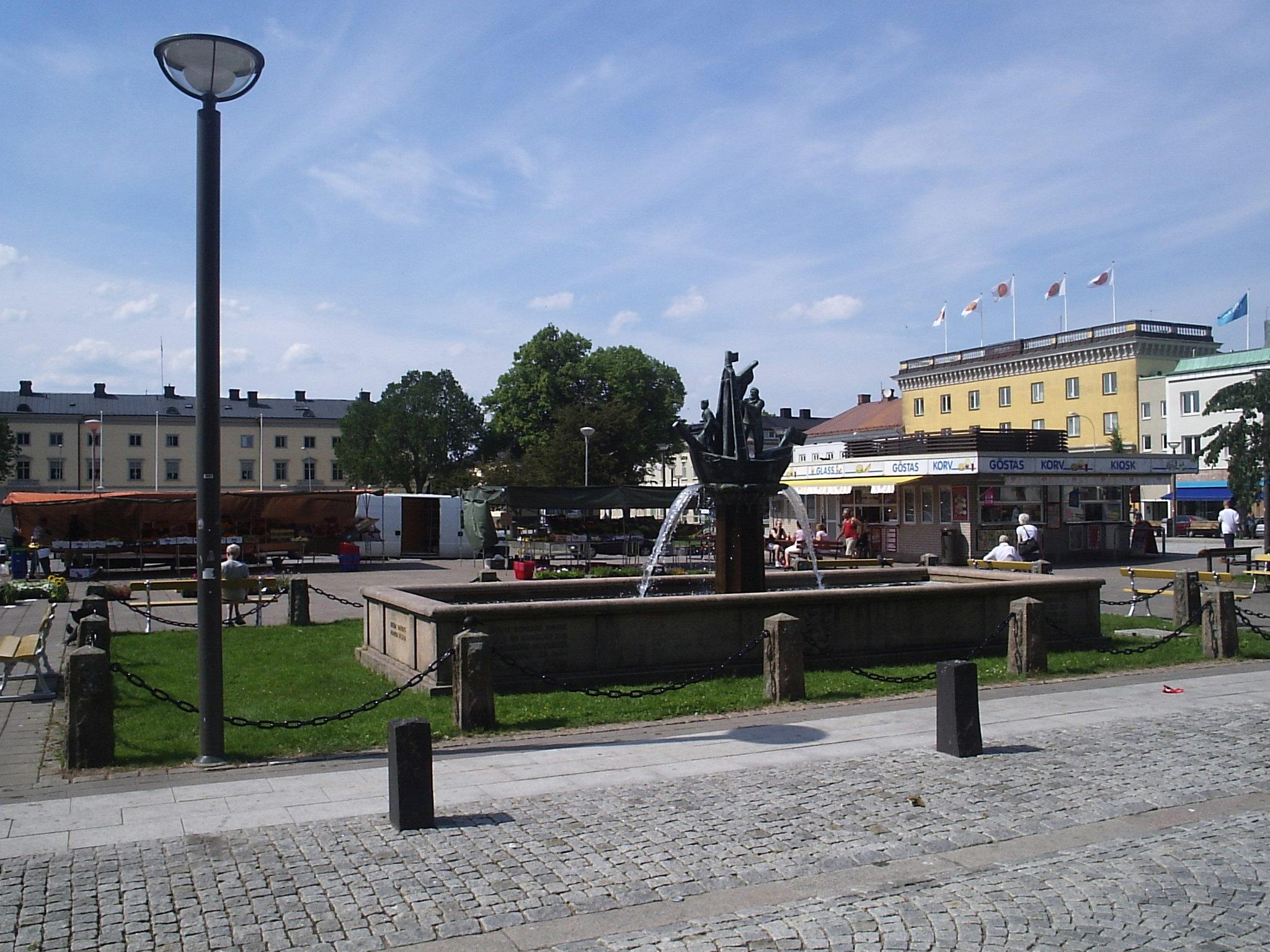
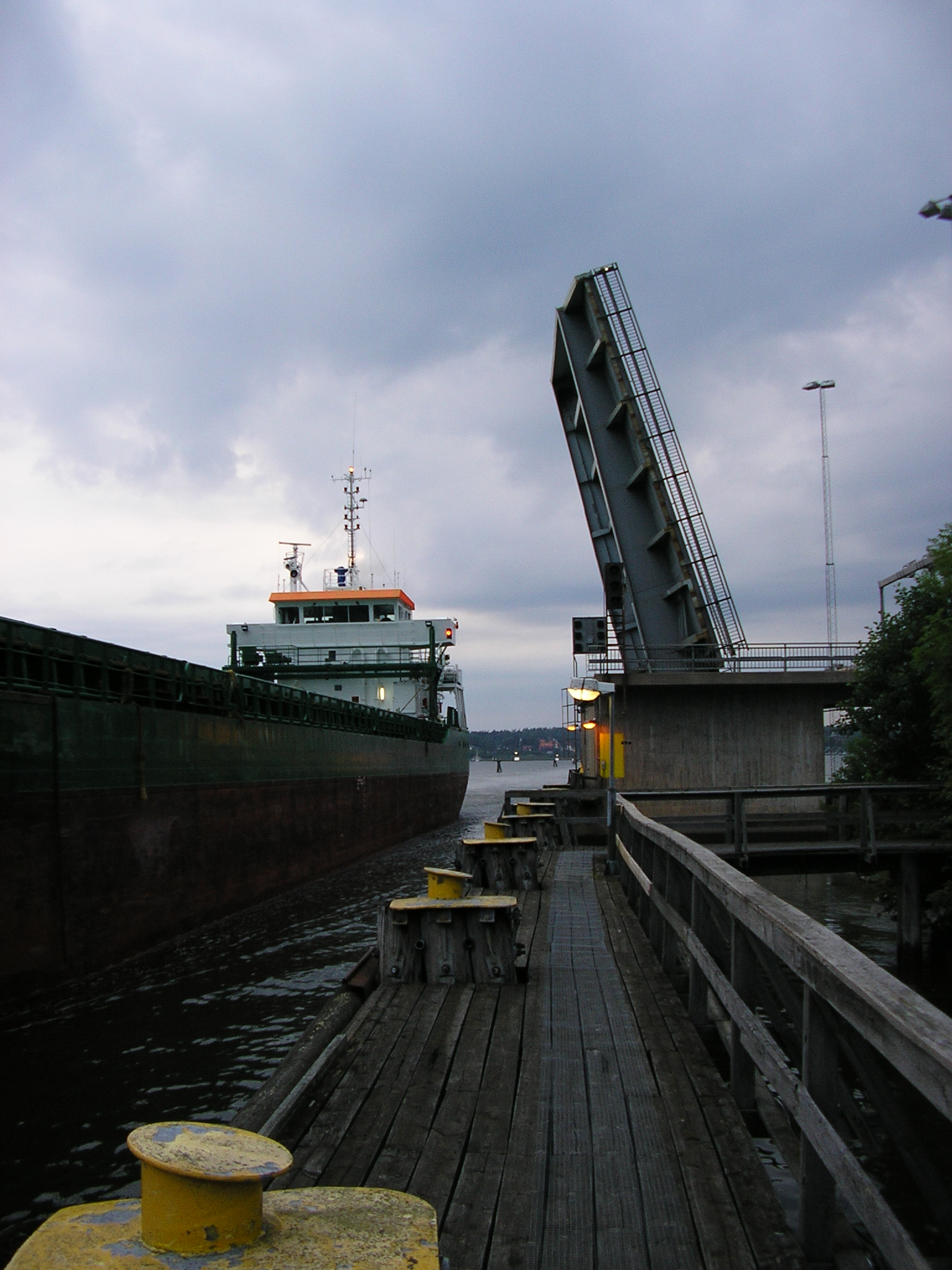